# 1116년

## 연호
- 대원국(大元) 융기(隆基) 원년
- 북송(北宋) 정화(政和) 6년
- 요(遼) 천경(天慶) 6년
- 금(金) 수국(收國) 2년
- 일본(日本) 에이큐(永久) 4년
- 서하(西夏) 옹녕(雍寧) 3년
- 리 왕조(李朝) 호이뜨엉다이카인(會祥大慶) 7년

## 기년
- 북송(北宋) 휘종(徽宗) 16년
- 요(遼) 천조제(天祚帝) 16년
- 금(金) 태조(太祖) 2년
- 고려(高麗) 예종(睿宗) 11년
- 서하(西夏) 숭종(崇宗) 31년
- 리 왕조(李朝) 인종(仁宗) 45년

## 사건
- 발해(渤海)의 유민인 고영창(高永昌)이 대원국(大元國)을 선포하다(태음력 1월).
- 대원국(大元國)이 여진족의 난으로 인하여 패망하다(태음력 5월).
- 청연각과 보문각을 짓고 학사를 두어 경서를 토론하게 하였으며 송나라에서 대성악(大晟樂)을 들여왔는데 이것이 바로 아악(雅樂)이다.

## 탄생
생일 미상-리 신종
8월 29일-필리프 드 프랑스 왕자 (1116년)

## 사망
- 2월 3일-헝가리와 크로아티아의 국왕 칼만
- 대원국의 황제(皇帝)인 고영창이 여진족에 의해 처형을 당하다.
- 6월 22일-고려중기의 문신 오연총